# NAWRU
Le NAWRU est l'abréviation du terme anglais Non-accelerating wage rate of unemployment, c'est-à-dire « taux de chômage ne provoquant pas une accélération de la croissance des salaires ». C'est un concept proche du taux de chômage n'accélérant pas l’inflation (NAIRU), le lien entre chômage et inflation étant remplacé par le lien entre chômage et croissance des salaires.
Le NAWRU correspond au taux de chômage pour lequel le taux de croissance des salaires n'augmente pas, c'est-à-dire à une situation d'équilibre macroéconomique dans laquelle le taux de chômage est tel que la progression des salaires réels correspond à l'évolution de la productivité.
Tout comme le NAIRU, le NAWRU est utilisé par des économistes comme mesure du taux de chômage structurel.